# Klart skepp
Klart skepp är den högsta stridsberedskapsgraden för örlogsfartyg. När klart skepp har intagits, har fartyget sin största slagkraft och den högsta skyddseffekten under gång. Det innebär att all materiel är klargjord för strid och att all personal bemannar sina drabbningsplatser.
Sjöhistoriska museet i Stockholm skriver så här om termen/ordern: "Klart skepp! är startsignalen för att förbereda ett sjöslag. På de gamla, seglande örlogsskeppen skulle däcken städas fria inför striden och sandas så manskapet inte halkade i blod. Eldsläckning skulle förberedas och nät av tågvirke spännas över däck för att fånga riggen om den sköts ner. Kanonerna skulle laddas och halas till bords, ammunitionen hämtas ur krutdurken. Sjukutrymmena långt ner i skrovets fuktiga unkna mörker gjordes redo att ta emot sårade och döende, och manskapet intog sina fastställda platser. Sjökrigets makabra skådespel kunde börja…"

### Webbkällor
1. ↑  http://www.sjohistoriska.se/sitecore/content/Sjohistoriska%20museet/Utstallningar/klartskepp.aspx